# Morpho menelaus
La mariposa morfo azul (Morpho menelaus) es una especie  de insecto lepidóptero ditrisio de la familia de los ninfálidos nativa de América Central y del Sur.

## Características
Es de color azul iridiscente y gran tamaño, con una envergadura alar de 15 cm. El adulto bebe el jugo de las frutas en descomposición con su larga probóscide. Los machos adultos tienen colores más brillantes que las hembras y es una de las 3000 especies halladas en Bolivia.
La larva come plantas de noche. Es de color roja-marrón con toques brillantes de verde o amarillo. Las larvas son propensas a ser caníbales al igual que otros miembros del género. Unas de las plantas hospederas de esta especies son Inga semialata o siquili y Ormosia spp. en el parque nacional Cotapata en Bolivia, sin embargo, se conoce que la mariposa es polífaga.

## Simbolismo
Las mariposas, en general acostumbran a tener diversos significados en todas las culturas, tales como vida, amor, renacimiento, cambio, etc. Las mariposas morfo azul, debido a su color azul eléctrico se le atribuyen una serie de simbolismos positivos.
En Venezuela, una leyenda popular relata que María Lionza manifiesta su presencia a través de una mariposa azul, según testimonio de sus devotos 

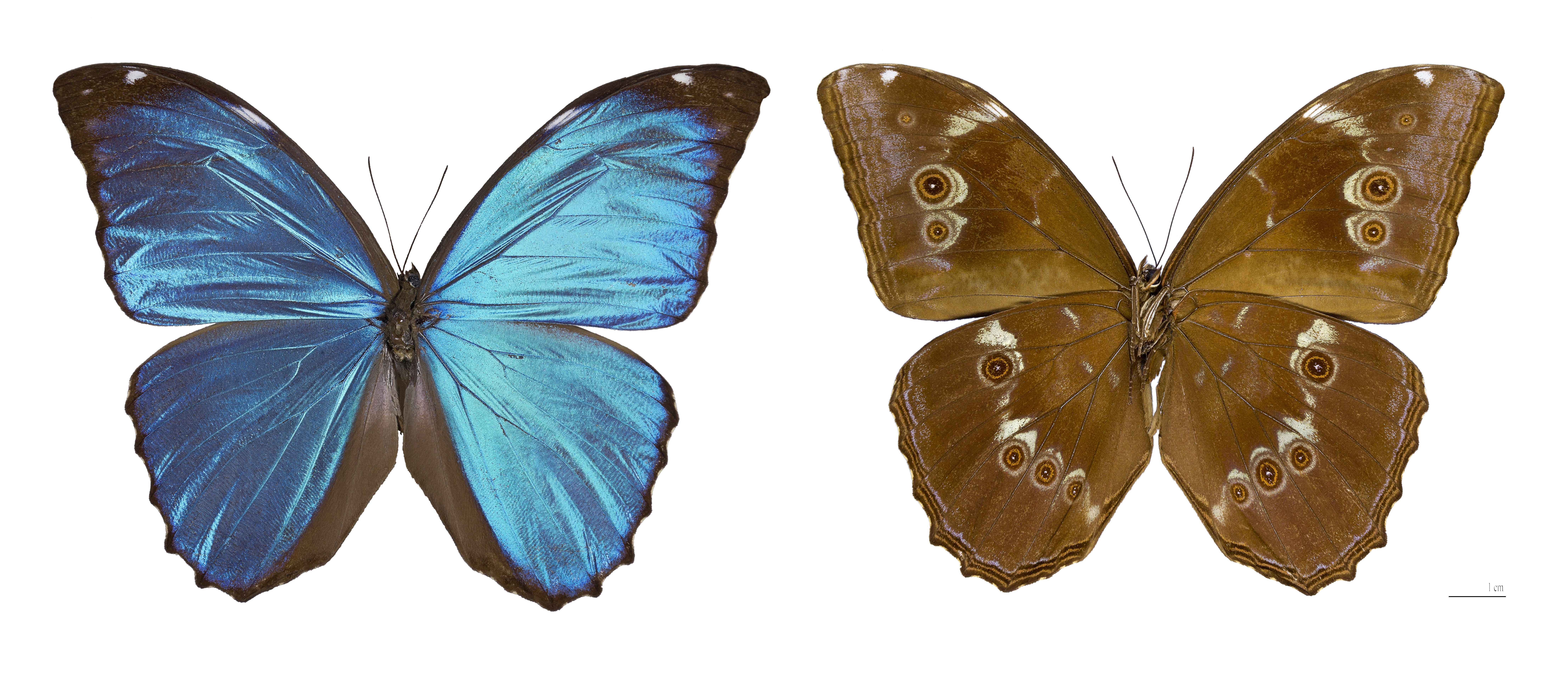
Vista dorsal y ventral del mismo espécimen
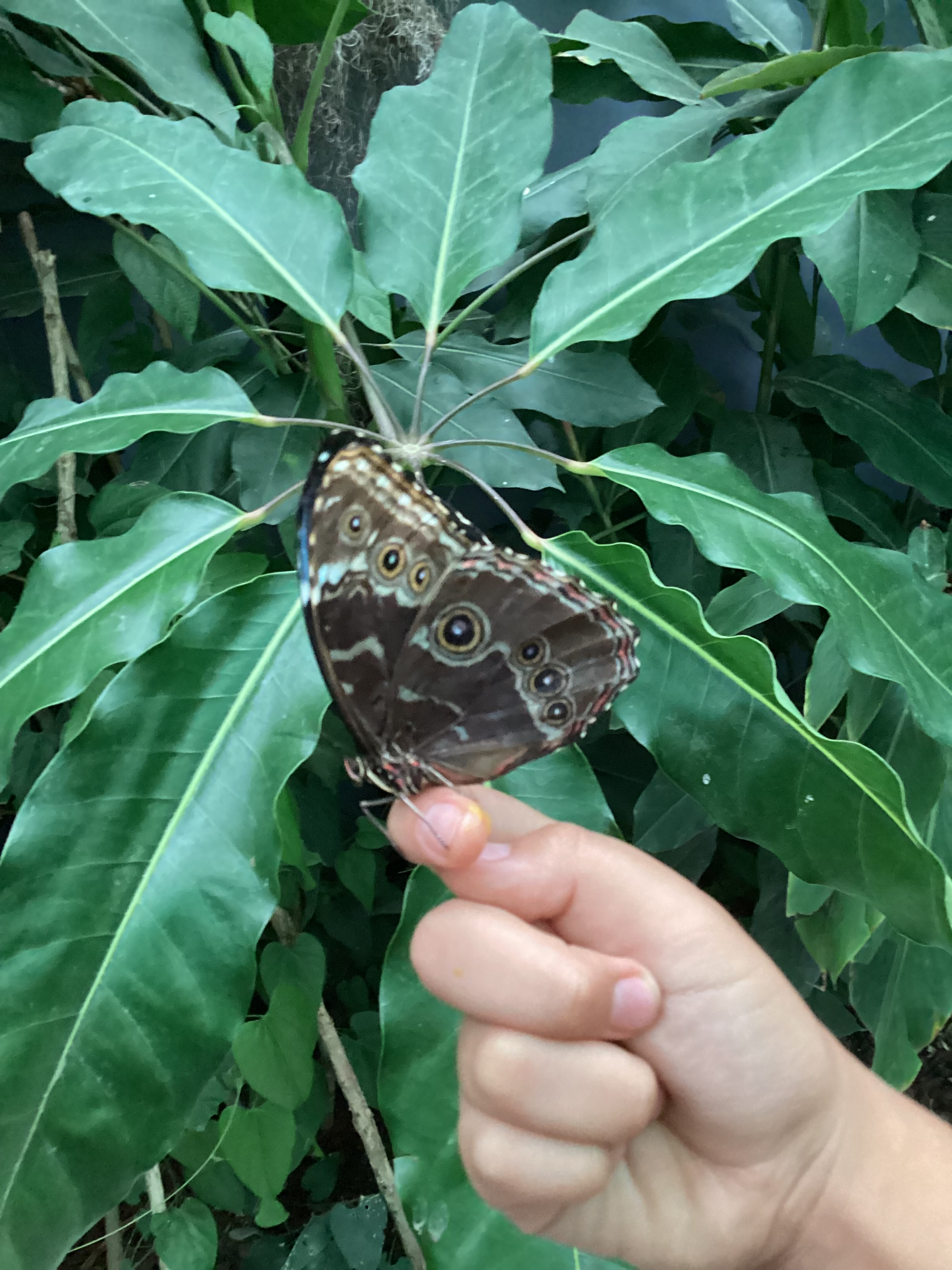
Vista ventral